# کردهای بریتانیا
کردهای بریتانیا (انگلیسی:Kurds in the Great Britain) (کردی:Kurdên li Brîtanya کوردانی بریتانیا) مردم کرد متولد بریتانیا یا مهاجرت‌کننده به این کشور هستند.

## تاریخچه
حضور کردها در بریتانیا به دهه ۱۹۸۰ میلادی بازمی‌گردد. بیشتر آن‌ها از مناطق کردنشین(عراق، ترکیه، ایران، ارمنستان و سوریه) که در آن جا زیر فشار برای سرکوب زبان و فرهنگشان بودند، به بریتانیا آمدند.

## افراد نامدار
- کوچر بیرکار: ریاضیدان و استاد دانشگاه کمبریج (مریوانی)
- هوزان محمود: فعال ضد جنگ و حقوق زنان (بغدادی)
- لورنس شهلایی: قوی‌ترین مرد انگلستان (کرمانشاهی)